# Дорогов, Сергей Иванович
Серге́й Ива́нович До́рогов (род. 12 сентября 1959, Щучинск, Кокчетавская область, Казахская ССР, СССР) — советский и российский актёр театра и кино.

## Биография
Родился 12 сентября 1959 года в городе Щучинск Кокчетавской области (Казахская ССР). С 1966 по 1976 годы учился в средней школе № 14 города Рудного Кустанайской области.
После окончания школы отслужил в армии в ракетных войсках и приехал в Москву, где пытался поступать в театральные вузы. Не поступив, устроился работать на стройке копровщиком — работал на строительных машинах для забивания свай в котлован при закладке фундамента. Во время интервью корреспонденту газеты «Восточный округ» Дорогов вспоминал: «Мы строили очень много объектов по всей Москве — и в центре, и на окраинах, и платили за такую работу очень хорошо. Помню, когда спустя несколько лет я окончил институт и пришёл служить в театр, то получал в несколько раз меньше, чем на стройке».
С 1983 по 1987 годы Дорогов учился в Воронежском государственном институте искусств на курсе Н. В. Дубинского по специальности «Актёр театра и кино».
Особую популярность Дорогову принесло участие в серии передач «6 кадров».

### Карьера
- с 1981 по 1983 — Народный театр ДК ЗИЛ
- с 1988 по 1990 — актёр Воронежского Молодёжного театра
- с 1990 по 2005 — актёр театра «Сатирикон» имени Аркадия Райкина, также снимался в фотосессиях для рекламы сети магазинов «Scarlett»
- с 2005 по 2007 — актёр Театра сатиры

## Личная жизнь
Женат с 1994 года. Со своей будущей женой познакомился в 1990 году, когда пришёл работать в театр «Сатирикон», где работала и Татьяна — художником-гримёром.
- Жена — Татьяна, имеющая от первого брака дочь Анну. Официально брак cупруги заключили в 2002 году. Свидетелем на их свадьбе была одноклассница Татьяны — известная телеведущая Ксения Стриж[2].
- Дочь — Анна[2], студентка факультета журналистики, работающая на телеканале «Россия-24» (художником-гримёром, как и мать)[3].

## Спектакли
- Антреприза «Сказ про Федота стрельца» (2007)
- Миниатюра «Забыли Вы»
- «Переполох в голубятне» (2007) — Альбен — прима травести-шоу, подруга Жоржа (Содружество актёров Таганки)
- «Нам всё ещё смешно» — Чаплин («театр Сатиры»)
- «Экстремадурские убийцы» (2003) — Адела (театр «Сатирикон»)
- «Гамлет» — один из свиты (театр «Сатирикон»)
- «Великолепный рогоносец» — муж Флоренс (театр «Сатирикон»)
- «Шантеклер» (2001) — мотылёк
- «Слуги и снег» — Грюндих, судебный исполнитель
- «Сирано де Бержерак» (1992) — Ле-Бре (театр «Сатирикон»)
- «Мнимый больной» — отец Диафуарус (театр «Сатирикон»)
- «Лев Гурыч Синичкин» — Синичкин (Воронежский молодёжный театр)
- «Искусство ловли кролика» — Игорь (Серпуховский музыкально-драматический театр)
- «Шесть кадров шоу» — (ТелеТеатр)
- «Любить по-русски»

## Фильмография
- 1982 — Красные колокола. Фильм 2. Я видел рождение нового мира — красноармеец (нет в титрах)
- 1982 — Покровские ворота — пациент больницы
- 1992 — Кешка и маг — милиционер
- 1993 — Потрясение (короткометражный) — милиционер
- 1993 — Рыпкина любовь — Директор
- 1994 — Петербургские тайны — эпизод
- 1997 — Дружок — баянист
- 1998 — Приятного аппетита —
- 1998 — Сочинение ко Дню Победы — бармен
- 2000 — Марш Турецкого, (серия «Секретная сотрудница») — Аркадий Викторович Кулик, работник авиапрокуратуры
- 2001 — Искатели — ветеринар (4, 11 и 13 серии)
- 2002 — Мужская работа 2 — эпизод
- 2002 — Кодекс чести — эпизод
- 2003 — Русские амазонки 2 — Лёха
- 2003 — Неотложка — ветеринар Пётр
- 2003 — Возвращение Мухтара, серия «Частные сыщики»
- 2004 — На углу, у Патриарших 4 — Смоляков
- 2004 — Слепой — Иннокентий Слепнёв, террорист
- 2004 — Виола Тараканова. В мире преступных страстей, серия «Чёрт из табакерки» — Никита Соловьёв
- 2004 — Дальнобойщики 2 (11-я серия «Борьба за выживание») — капитан Ерёмин
- 2004 — Красная площадь — эпизод
- 2004 — Игра на выбывание — эпизод
- 2005 — Таксистка 2 — эпизод
- 2005 — Верёвка из песка — эпизод
- 2006 — Кадетство. (1 сезон) — отец Вероники, первой девушки Перепечко, китаевед
- 2006 — Вызов, (серия «И раб, и царь») — Ермаков, мэр города
- 2006 — Большие девочки, серия 4 «Свадьба дочери» — Фёдор
- 2006 — Формула Зеро — директор НИИ
- 2006 — Русский перевод — полковник в министерстве обороны
- 2006 — Кто в доме хозяин?, серия 90 «Тяжкий хлеб моделей» — Игорь
- 2006 — Конец света — следователь
- 2006 — Аэропорт 2 — Толя Весёлкин
- 2006 — Великие путешественники (короткометражный) —
- 2006 — Темный инстинкт — следователь
- 2007 — Папины дочки — пациент Васнецова; бард
- 2007 — Любовь-морковь — следователь Груздев, (роль озвучил Александр Клюквин)
- 2007 — Агентство Алиби — клиент
- 2007 — Аэропорт 2, серия «Слова и поступки» — Толя Весёлкин
- 2007 — Возвращение Турецкого — Антон Плетнёв
- 2007 — И всё-таки я люблю… — аферист в ресторане
- 2008 — Конец 6-й главы — учитель литературы
- 2008 — Моя любимая ведьма, серии «Странный ужин» и «Седина в бороду, бес в ребро» — отец Ивана Столетова
- 2008 — Тариф новогодний — дружинник
- 2008 — Шаг за шагом — Андрей, пилот
- 2008 — Десантный батя — Рощин, комиссар
- 2009 — Исаев — артист филармонии
- 2009 — Семь жён одного холостяка (сериал)
- 2009 — Террористка Иванова — Олег Андреевич Судаков, полковник милиции
- 2010 — Точка кипения — Василий, муж Татьяны
- 2011 — Воронины — Олег (папа Светы)
- 2011 — Товарищи полицейские, серия 19 «Ревизор. Инквизиторы» — Арсений Волжанский (лжеполковник Балиев), «бывший актёр Минусинского драматического театра»
- 2012 — Большая ржака — Алмазов, владелец ломбарда
- 2012 — Берега — Сидорчук
- 2014 — Тайна четырёх принцесс — стражник
- 2015 — Где живёт Надежда? — Аркадий Петрович Полянчиков
- 2016 — Ералаш (выпуск № 313, сюжет «Химик»)[4] — учитель химии
- 2018 — Однажды в Америке, или Чисто русская сказка — господин президент
- 2020 — Кто поймал букет невесты — Вадим Летягин, режиссёр
- 2021 — С неба и в бой — Рощин, комиссар
- 2023 — День отца (короткометражный) —

### Телепроекты
1. Дорогая передача — скетч-шоу (2005)
2. 6 кадров — скетч-шоу (2006—2014)
3. 2011 — Нереальная история — отец Лены Кукушкиной; Леонид Ильич Брежнев
4. Вокруг смеха — гость (2017)